# Hypnum lepidum
Hypnum lepidum là một loài Rêu trong họ Hypnaceae. Loài này được (Mitt.) Wilson ex A. Jaeger mô tả khoa học đầu tiên năm 1880.